# Perizoma decolorata
Perizoma decolorata là một loài bướm đêm trong họ Geometridae.